# 埃米特 (密歇根州)
埃米特（英語：Emmett）是位於美國密歇根州聖克萊爾縣埃米特鎮區的一個村。

## 人口
根據2020年美國人口普查的數據，埃米特的面積為3.88平方千米，當中陸地面積為3.88平方千米，而水域面積為0.00平方千米。當地共有人口258人，而人口密度為每平方千米66人。